# Söderhamns distrikt
Söderhamns distrikt är ett distrikt i Söderhamns kommun och Gävleborgs län. Distriktet ligger i, nordost och öster om tätorten Söderhamn i sydöstra Hälsingland. 

## Tidigare administrativ tillhörighet
Distriktet inrättades 2016 och utgörs av en del av det område som före 1971 utgjorde Söderhamns stad.
Området motsvarar den omfattning Söderhamns församling hade 1999/2000 och fick 1917 efter utbrytning av Sandarne församling.

## Tätorter och småorter
I Söderhamns distrikt finns två tätorter men inga småorter.

### Tätorter
- Klapparvik, Malenedal och Källvik (del av)
- Söderhamn (del av)